# Elecciones presidenciales de Pakistán de 2007

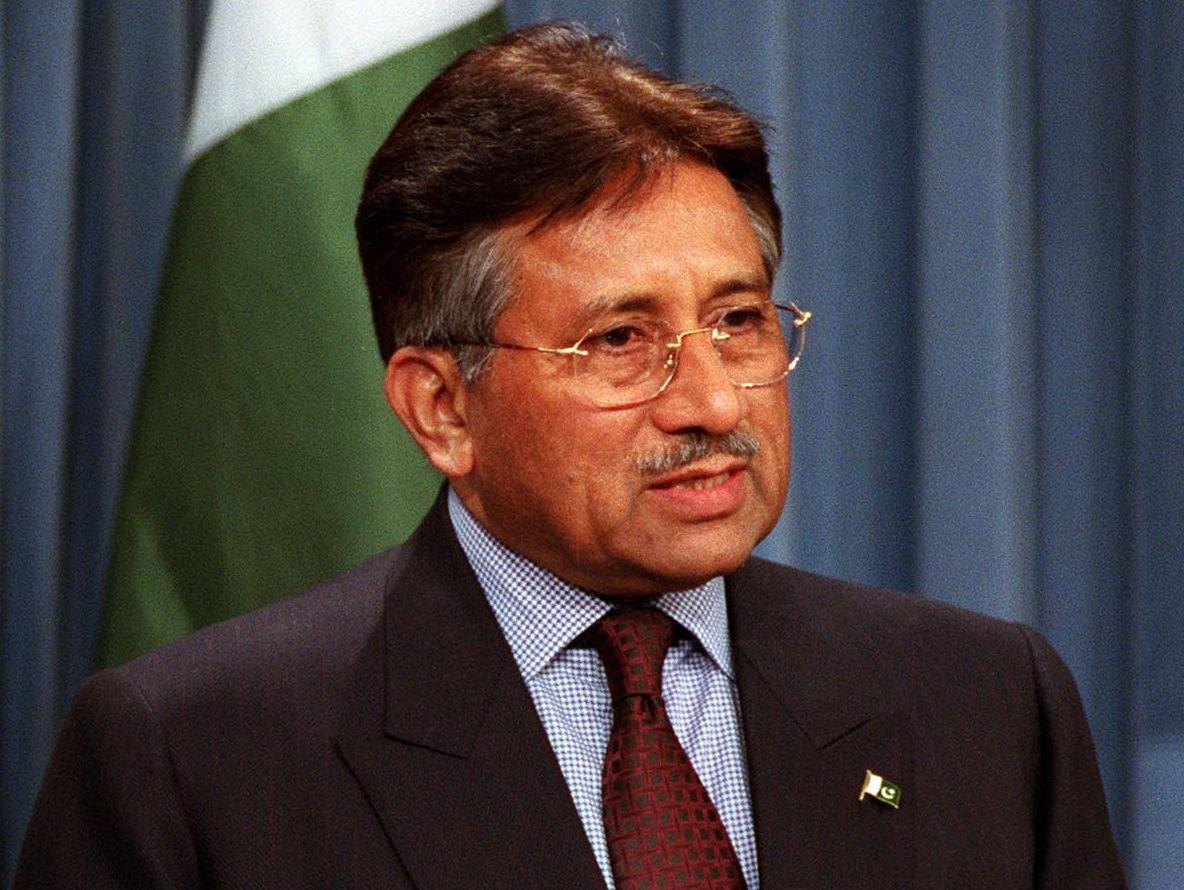
Imagen Pervez Musharraf, durante las elecciones generales de 2007.

Las elecciones presidenciales de Pakistán tuvieron lugar el 6 de octubre de 2007. Se realizaron con una votación indirecta y antes de la disolución del Parlamento para realizar las elecciones generales de 2008. En la votación, en la que participaron poco más de la mitad de los delegados, el presidente en el cargo, Pervez Musharraf obtuvo una amplia mayoría. El resultado fue declarado inconstitucional por sus adversarios, al compaginar el cargo de presidente con jefe de las fuerzas armadas. El Tribunal Supremo era el encargado de juzgar las acusaciones, pero ante la posibilidad de que se aceptara el recurso, Musharraf declaró el estado de excepción, tomando el Tribunal Supremo y destituyendo a los jueces opositores. El nuevo Tribunal Supremo aceptó el resultado de las elecciones.

## Sistema electoral
La elección es indirecta. Votan 1170 legisladores, formados por diputados, senadores y miembros de las cuatro asambleas provinciales del país. Quien obtenga la mayoría absoluta es designado presidente.

## Candidatos y resultados
Los principales candidatos eran el presidente Musharraf, el juez Wajihuddin Ahmed y el vicepresidente del opositor Partido Popular de Pakistán Makhdoom Amin Fahim. El 28 de septiembre el Tribunal Supremo aceptó la candidatura de Musharraf pese a ser jefe del ejército. Ante este hecho, la oposición islamista optó por dimitir, mientras que el PPP de Benazir Bhutto se abstuvo, permitiendo así la realización de la votación. Los resultados finales arrojaron una abultada victoria de Musharraf con 671 votos por solo 8 de Wajihuddin Ahmed y 6 nulos.